# 広島県道28号吉舎豊栄線
広島県道28号吉舎豊栄線（ひろしまけんどう28ごう きさとよさかせん）は、広島県三次市と東広島市を結ぶ県道（主要地方道）である。

## 概要
三次市吉舎町丸田の国道184号交点から東広島市豊栄町清武の国道375号交点を結ぶ。

### 路線データ
- 起点：広島県三次市吉舎町丸田（国道184号交点）
- 終点：広島県東広島市豊栄町清武・宮の首交差点（国道375号交点）
- 総延長：約25.8 km

## 歴史
- 1993年（平成5年）5月11日 - 建設省から、県道吉舎豊栄線が吉舎豊栄線として主要地方道に指定される[1]。

## 路線状況

### 重複区間
- 広島県道56号府中世羅三和線（三次市吉舎町徳市 地内）
- 広島県道45号三次大和線（世羅郡世羅町小国 地内）
- 広島県道52号世羅甲田線（世羅郡世羅町小国 地内）
- 広島県道161号三和大和線（東広島市豊栄町吉原 地内）

## 地理

### 通過する自治体
- 三次市
- 世羅郡世羅町
- 東広島市

### 交差する道路
| 交差する道路                                                            | 市町村名 | 市町村名 | 交差する場所 | 交差する場所        |
| ----------------------------------------------------------------------- | -------- | -------- | ------------ | ------------------- |
| 国道184号                                                               | 三次市   | 三次市   | 吉舎町丸田   | 起点                |
| 広島県道56号府中世羅三和線 重複区間起点                                 | 三次市   | 三次市   | 吉舎町徳市   |                     |
| 広島県道56号府中世羅三和線 重複区間終点                                 | 三次市   | 三次市   | 吉舎町徳市   |                     |
| 広島県道438号羽出庭向原線                                               | 三次市   | 三次市   | 三和町羽出庭 |                     |
| 広島県道440号羽出庭三良坂線                                             | 三次市   | 三次市   | 三和町羽出庭 |                     |
| 世羅広域農道 / 世羅高原ふれあいロード                                   | 世羅郡   | 世羅町   | 小国         | 小国大坪交差点      |
| 広島県道45号三次大和線 重複区間起点                                     | 世羅郡   | 世羅町   | 小国         |                     |
| 広島県道45号三次大和線 重複区間終点 広島県道52号世羅甲田線 重複区間起点 | 世羅郡   | 世羅町   | 小国         | 小国南交差点        |
| 広島県道52号世羅甲田線 重複区間終点                                     | 世羅郡   | 世羅町   | 小国         |                     |
| 広島県道161号三和大和線 重複区間起点                                    | 東広島市 | 東広島市 | 豊栄町吉原   |                     |
| 広島県道161号三和大和線 重複区間終点                                    | 東広島市 | 東広島市 | 豊栄町吉原   |                     |
| 広島県道341号吉原清武線                                                 | 東広島市 | 東広島市 | 豊栄町吉原   |                     |
| 国道375号                                                               | 東広島市 | 東広島市 | 豊栄町清武   | 宮の首交差点 / 終点 |